# Nodi becfí
El nodi becfí (Anous tenuirostris) és un ocell marí de la família dels làrids (Laridae). D'hàbits pelàgics habita l'Oceà Índic, criant a les Maldives, Txagos, Houtman Abrolhos, Seychelles i altres illes.